# Wojciech Pohoski
Wojciech Pohoski (ur. 9 kwietnia?/21 kwietnia 1898 w Berdyczowie, zm. 16 października 1959 w Clwyd) – major kawalerii Wojska Polskiego i Polskich Sił Zbrojnych, kawaler Orderu Virtuti Militari.

## Życiorys
Urodził się 21 kwietnia 1898 w Berdyczowie, w rodzinie Macieja Augusta.
Po odzyskaniu przez Polskę niepodległości został przyjęty do Wojska Polskiego. Uczestniczył w wojnie polsko-bolszewickiej. Za swoje czyny wojenne otrzymał Order Virtuti Militari. Będąc w stopniu podporucznika jako osadnik wojskowy otrzymał ziemię w majątku Ochnówka (gmina Werba). Został awansowany do stopnia porucznika kawalerii ze starszeństwem z dniem 1 września 1920. W latach 20. i 30. był oficerem 7 pułku ułanów (Mińsk Mazowiecki). Został awansowany do stopnia rotmistrza kawalerii ze starszeństwem z dniem 1 stycznia 1929. Na stopień majora awansował ze starszeństwem z 1 stycznia 1936 i 28. lokatą w korpusie oficerów kawalerii. W marcu 1939 na stanowisku dowódcy szwadronu zapasowego.
Po wybuchu II wojny światowej w kampanii wrześniowej pełnił funkcję zastępcy dowódcy 7 pułku ułanów. Później został oficerem Polskich Sił Zbrojnych. W strukturze Polskiego Korpusu Przysposobienia i Rozmieszczenia sprawował stanowisko kwatermistrza 45 Grupy Brygadowej w Blackshaw Moor Camp koło Leek. W 1957 roku został awansowany na podpułkownika kawalerii. Od czerwca 1958 zamieszkał w Polskim Osiedlu w Penrhos.
Zmarł w 1959 w Clwyd (Walia). Pochowany na cmentarzu w Wrexham w Walii (kwatera H, gr.14900).

## Ordery i odznaczenia
- Krzyż Srebrny Orderu Wojskowego Virtuti Militari nr 2643 – 1921[21]
- Krzyż Kawalerski Orderu Odrodzenia Polski (2 maja 1956)[22]
- Krzyż Walecznych (czterokrotnie)
- Medal Niepodległości (25 stycznia 1933)[23]
- Srebrny Krzyż Zasługi (19 marca 1931)[24]
- Medal 10 Rocznicy Wojny Niepodległościowej (Łotwa)[25]
- Medal Zwycięstwa (Médaille Interalliée)